# Sumo sacerdote

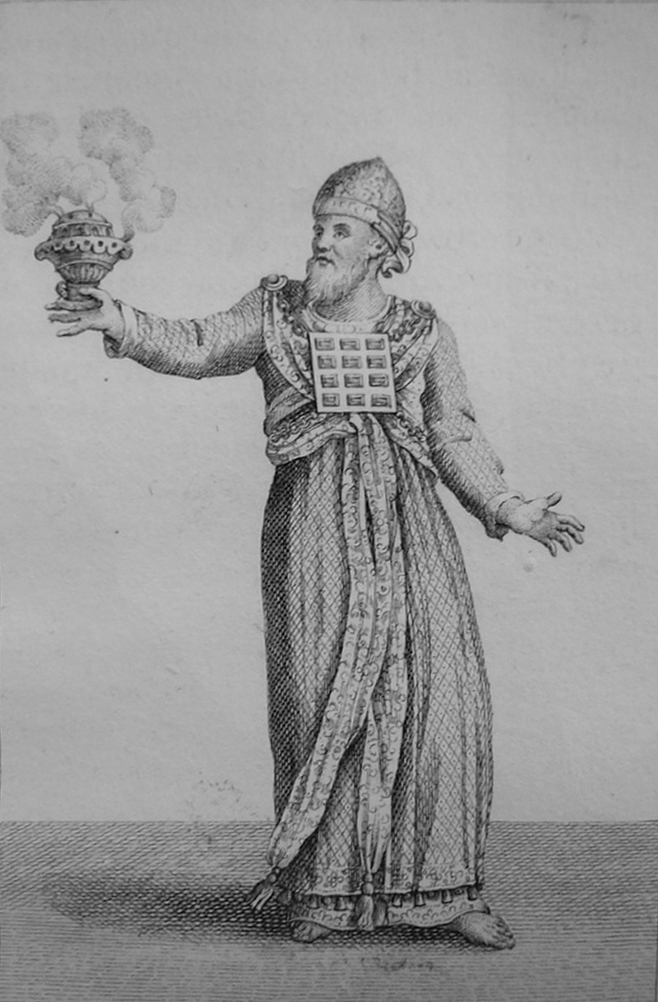
Ilustración de un sumo sacerdote en el libro Storia dell' Antico e Nuovo Testamento de Agostino Calmet, publicado en 1821.

El término sumo sacerdote (rey sumo-sacerdote) o suma sacerdotisa (del latín: summus, supremo o que no tiene superior), generalmente se refiere a una persona que ejerce la función de sacerdote-gobernante o al que es la cabeza de una religión.

## Antiguo Egipto

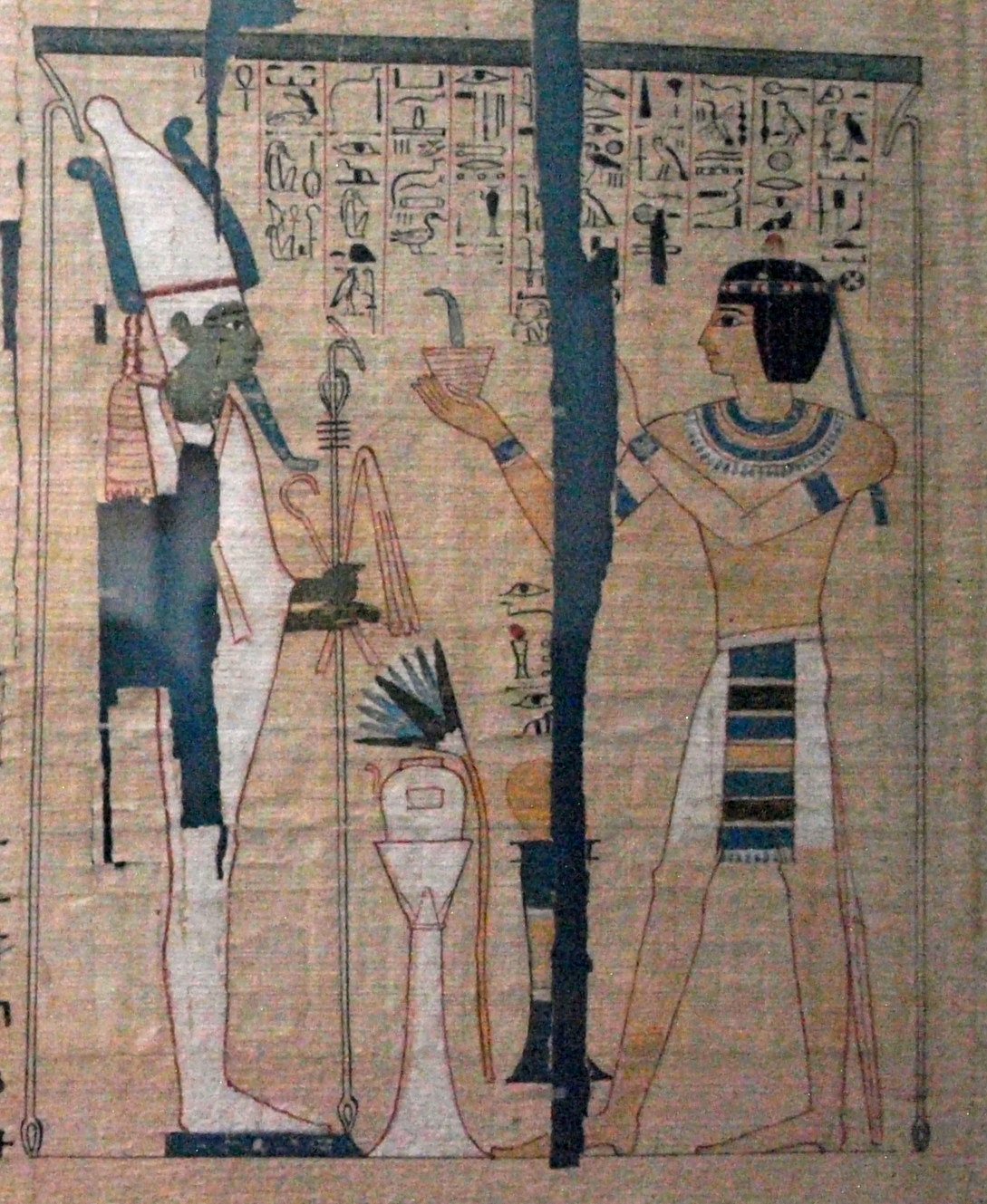
Pinedyem II como Sumo sacerdote de Amón. De su Libro de los muertos.

En el Antiguo Egipto, un sumo sacerdote era el sacerdote jefe de cualquiera de los muchos dioses venerados por los egipcios. Entre todos ellos hay estos sumos sacerdotes:
- Sumo sacerdote de Amón. El culto principal a Amón fue en Tebas.
- Sumos sacerdotes tebanos de Amón. Si bien no se consideran una dinastía, los sumos sacerdotes de Amón en Tebas tuvieron tanto poder e influencia como para que en realidad se les considerase como gobernantes-reyes del Alto Egipto desde 1080 hasta el 943 a. C.
- Sumo sacerdote de Osiris. El culto principal de Osiris fue el Abidos.
- Sumo sacerdote de Ptah. El culto principal de Ptah fue en Menfis.
- Sumo sacerdote de Ra. El culto principal de Ra estaba en Heliópolis.
- Esposa del dios Amón, el más alto rango de sacerdotisa del culto de Amón.

## Antiguo Israel
- Cohen Gadol es el título del sumo sacerdote del Primer Templo y del Segundo Templo de Jerusalén.
- Lista de los Sumos sacerdotes de Israel.
- Sumo Sacerdote samaritano, sumo sacerdote (Cohen Gadol) de la comunidad samaritana.

## Mundo de la Edad Antigua
- Arquierosino. Gran sacerdote con suprema autoridad para hacer cumplir los ritos más ocultos y difíciles de la religión griega.
- Archiereo. Título de sumo sacerdote en la Antigua Grecia.
- Dastur. Sumo sacerdote zoroastriano.
- Hierofante. Sacerdote jefe de los misterios eleusinos.
- NIN o EN en escritura cuneiforme, sumo sacerdote o sacerdotisa de la deidad-patrona de una ciudad-estado sumeria.[1]
- Pontifex Maximus. En la Antigua Roma.

## Cristianismo

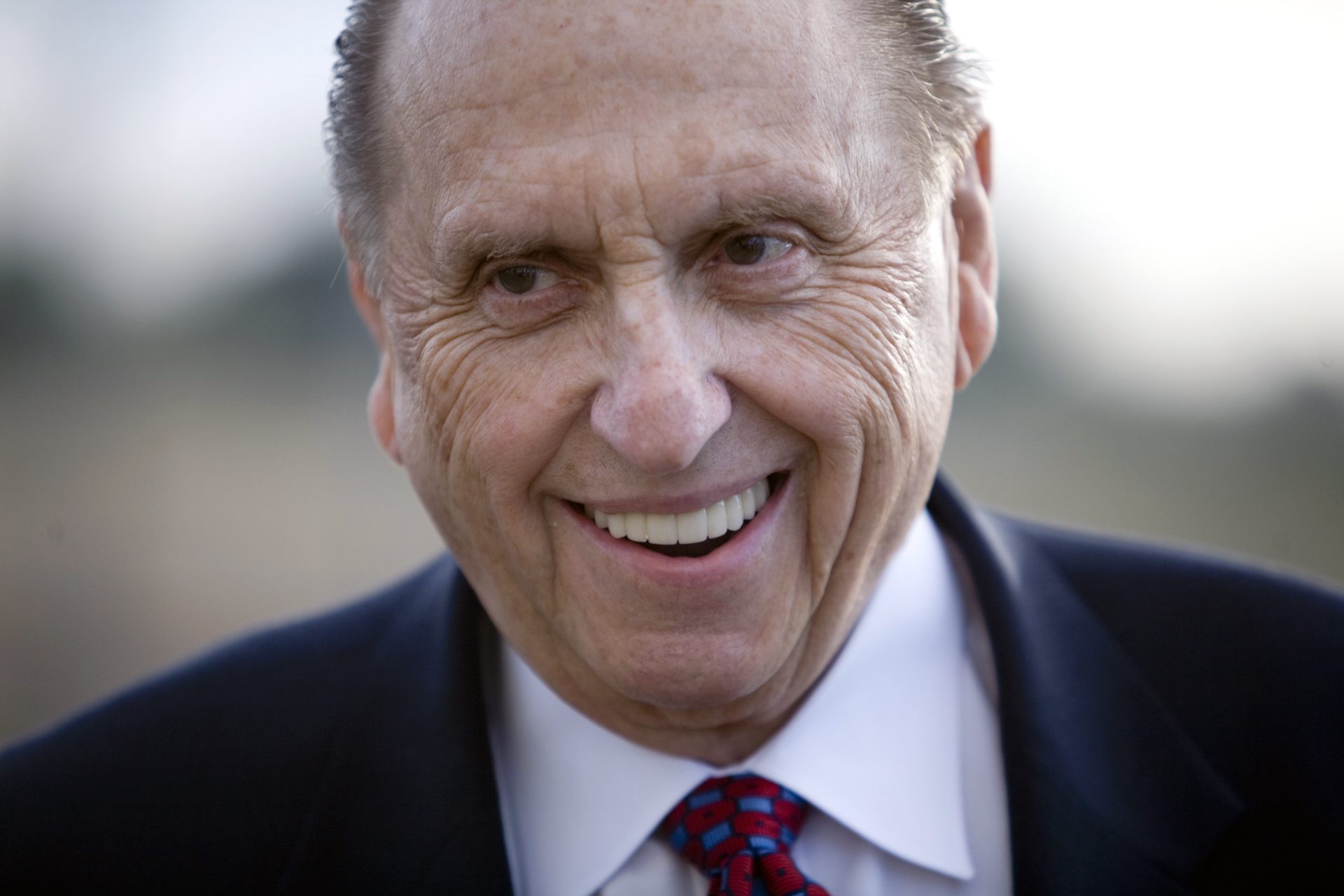
Thomas S. Monson, sumo sacerdote presidente del sumo
sacerdocio de La Iglesia de Jesucristo de los Santos de los Últimos Días

- En el cristianismo, un sumo sacerdote podía, a veces, ser comparado con el Papa en la Iglesia católica, a un patriarca en la Iglesia ortodoxa, la Iglesia del Oriente y las Iglesias ortodoxas orientales o a un primado en la iglesia anglicana o la iglesia episcopal, pero es tradicional referirlo solo a Jesucristo como único sumo sacerdote del cristianismo. En todo el cuerpo episcopal, excepto en la comunión anglicana y la luterana, también puede referirse a los obispos como sumos sacerdotes, ya que comparten o se consideran instrumentos terrenales del supremo sacerdocio de Jesucristo.

- En La Iglesia de Jesucristo de los Santos de los Últimos Días, el sumo sacerdocio es un oficio dentro del Sacerdocio de Melquisedec.

## Otras religiones
- El sacerdocio maya del siglo XVI estaba dirigido por un sumo sacerdote que mandaba sobre los demás sacerdotes y aconsejaba al rey.
- Kahuna Nui, preside el templo o heiau en Hawái. Por debajo de Kahuna Nui existen varios tipos y grados de sacerdotes.
- En el sintoísmo, un sumo sacerdote, llamado Guji, suele ser el sacerdote de más alto rango (kannushi) en un santuario.
- En Ásatrú, el sumo sacerdote se llama Goði (o gyða) y es el líder de un pequeño grupo de practicantes al que se refiere colectivamente como un Kindred. Los goði se conocen colectivamente como goðar. En algunas naciones al jefe nacional se le denomina Allsherjargoði.
- En la santería, a un sumo sacerdote se le conoce como Babalawo. El término proviene del sacerdote supremo de la santería, un protegido de Orula. El término significa hombre sabio.
- En la Wicca un sumo sacerdote y suma sacerdotisa pueden liderar un aquelarre e iniciar otros.
- En el satanismo de LaVey, el sumo sacerdote y suma sacerdotisa son la cúspide de la jerarquía.

## Utilización no religiosa
Aunque este título se utiliza generalmente en relación con una organización religiosa, algunos grupos no religiosos lo utilizan burlonamente o por tradición, haciendo referencia a las personas del más alto rango dentro del grupo. Por ejemplo, en alguna masonería, existe el título de excelente sumo sacerdote para designar al líder del grupo. Como el título es alegórico en naturaleza, una referencia a la Cohen Gadol, no viene con ninguna autoridad religiosa. También se usa a menudo para describir a alguien que se considera un innovador o líder en algún campo del conocimiento. Por ejemplo, una publicación de 1893 describe al antiguo dramaturgo griego Aristófanes, como "el sumo sacerdote de la comedia"